# Шон Нгок Минь
Шон Нгок Минь (вьет. Sơn Ngọc Minh; 1920 — 22 декабря 1972, Пекин) — кампучийский политический деятель, глава временного революционного правительства фронта Кхмер-иссарак. Среди вьетнамских друзей он был известен как Фам Ван Хуа.

## История
Родился в 1920 году, кхмер-кром по отцу и вьетнамец по матери. В юности буддист, был монахом, позже был принят на работу вьетнамскими коммунистами, чтобы быть президентом недавно сформированного Кампучийского Народного Освободительного Комитета (КНКО) в Баттамбанге.
Шон Нгок Минь был лидером первого общенационального конгресса левых кхмерских сил, основал Кхмер-иссарак. Он наряду с Ту Самутом основал в августе 1951 Кхмерскую Народную Революционную партию (КНРП), которая позже всему миру стала известна как родоначальница «Красных кхмеров».
В партии был лидером провьетнамского крыла. Под давлением Иенг Сари отправился в Пекин на лечение, где умер в больнице. Его смерть ослабила провьетнамскую фракцию и укрепила позиции Пол Пота.